# Sgombraneve

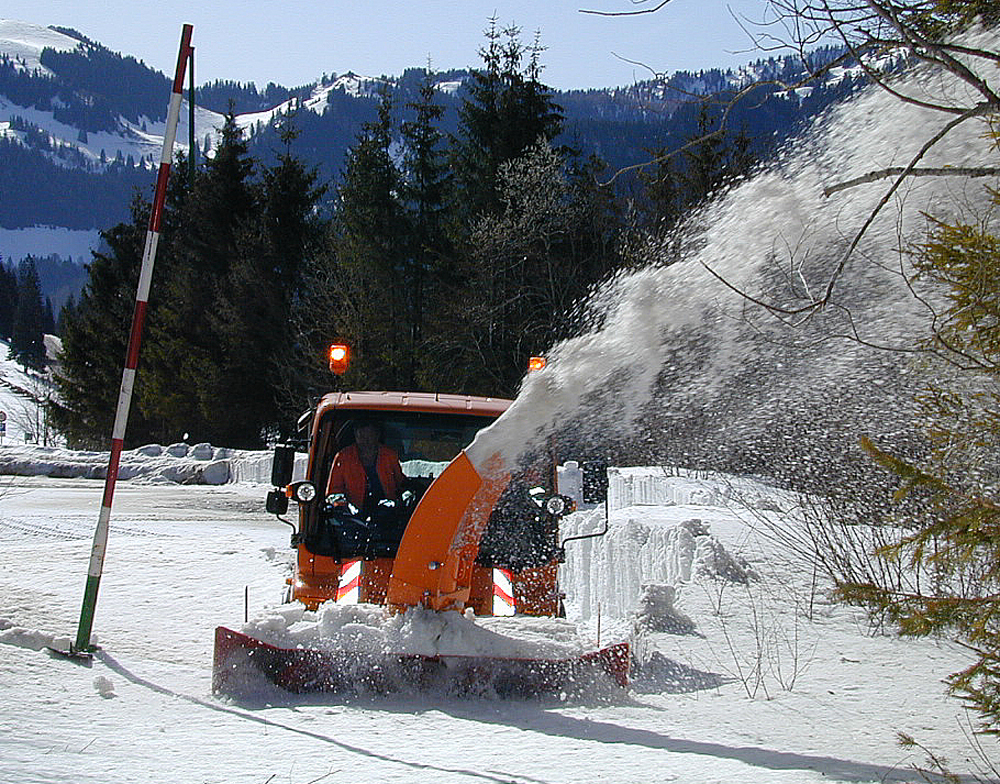
Uno sgombraneve in azione in Baviera (2005)

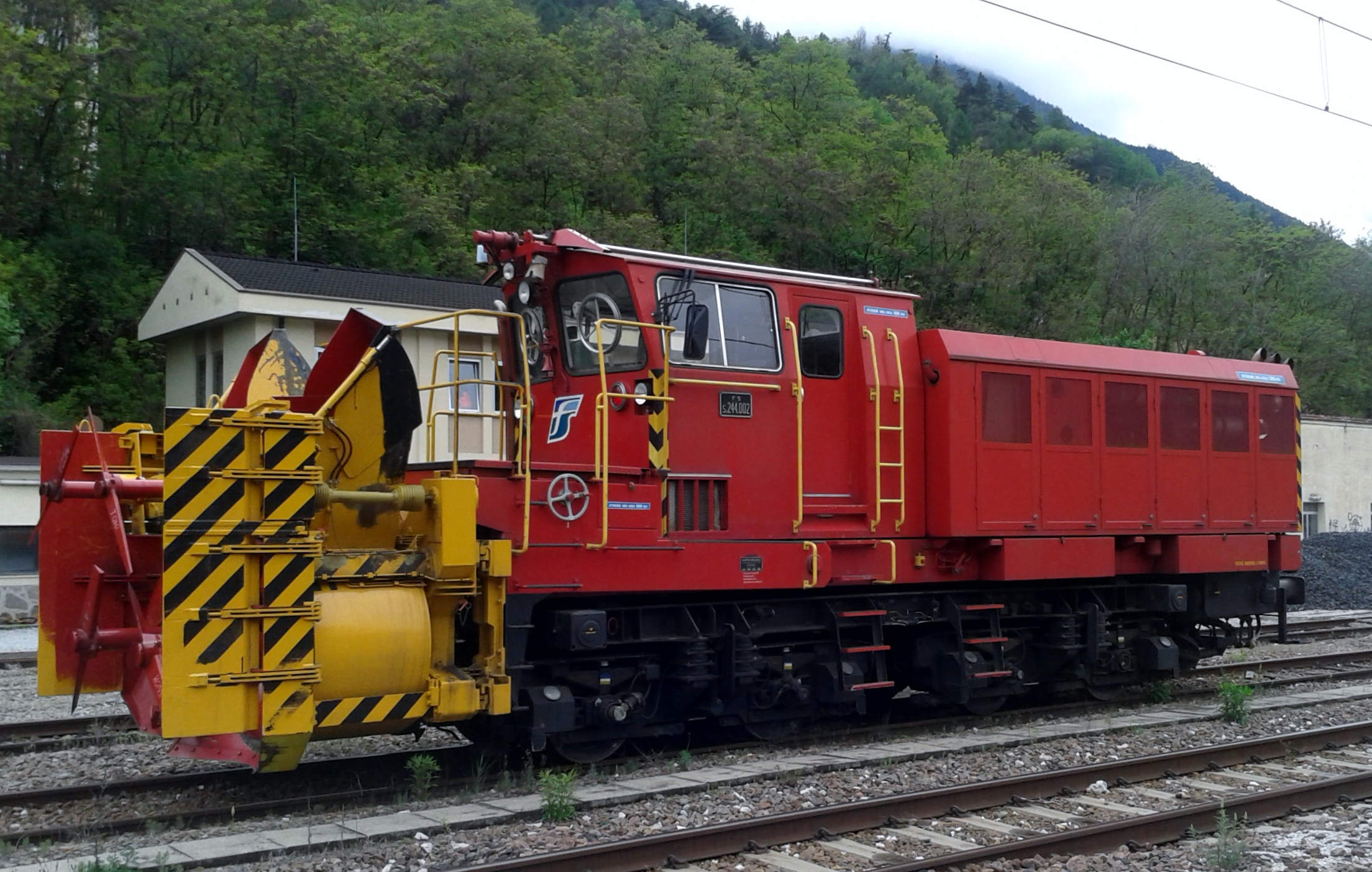
Uno locomotore sgombraneve FS S.244 presso la stazione ferroviaria di Bressanone (BZ), 2014

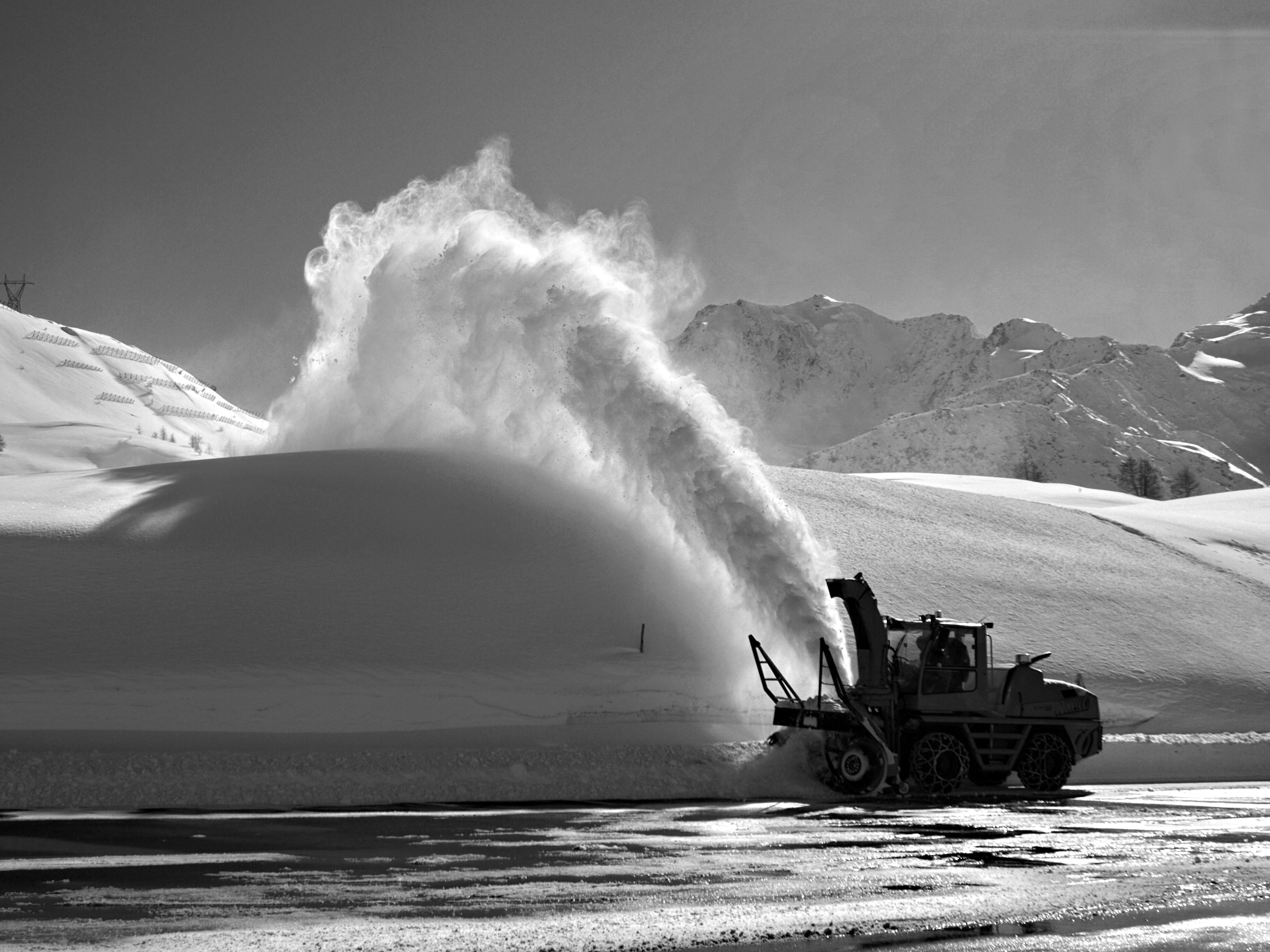
Uno sgombraneve presso il passo del Sempione, 2013

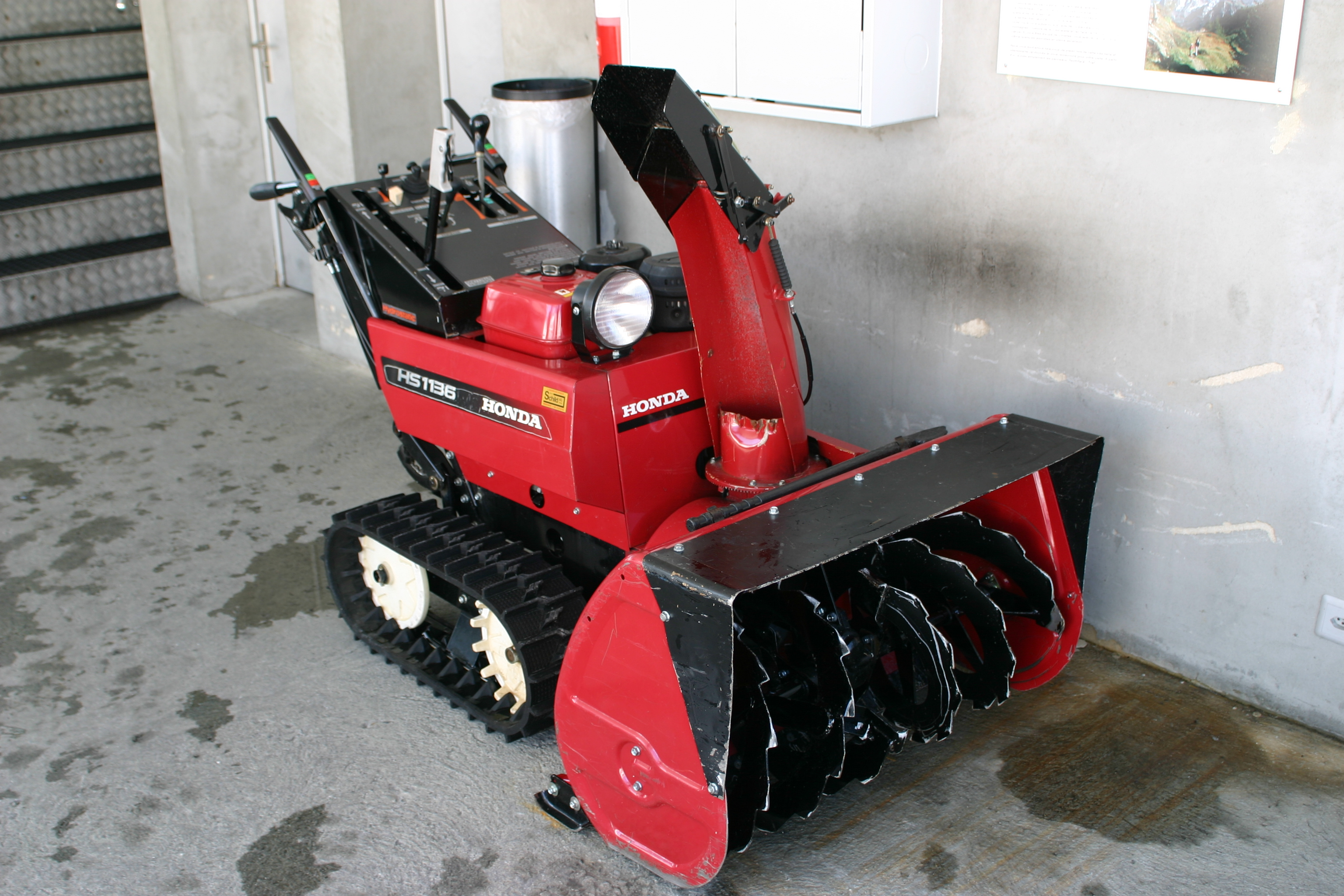
Una versione di un piccolo sgombraneve "domestico"

Uno sgombraneve (conosciuta in Svizzera con i termini fresa da neve o peter) è un qualsiasi macchina per la rimozione della neve da una zona dove non è voluta, come ad esempio una strada privata, un marciapiede, una carreggiata, un binario ferroviario, una pista di ghiaccio o una pista d'atterraggio.
Il termine improprio "spazzaneve" viene spesso erroneamente utilizzato come un mezzo che rimuove la neve spingendola verso la parte anteriore oppure lateralmente; in realtà uno sgombraneve è un mezzo che utilizza una coclea per "soffiare" via la neve. 

## Descrizione
Uno sgombraneve può utilizzare sia l'energia elettrica (linea di alimentazione o la batteria), sia il motore a benzina o diesel per spostare la neve in un'altra posizione o in un camion per la rimozione della stessa.
Questi vanno dal modello piccolo, in grado di rimuovere solo pochi centimetri di neve "leggera" per una larghezza dai 45 a 50 cm, fino al grande, montato su veicoli di servizio invernali e in grado di sgomberare anche larghezze pari a 6,10 metri di neve "pesante" fino a 1,83 m di profondità.
Essi possono essere suddivisi in due classi: 
- a monostadio, dove la coclea (il meccanismo della pale è visibile dalla parte anteriore) "aspira" la neve nella macchina e la dirige su uno scivolo di scarico dove quindi si ha la coclea in diretto contatto con il suolo, rendendola inadatta per le superfici non pavimentate.
- a due stadi, dove invece la coclea aspira la neve nella macchina e la immette in una pala girante ad alta velocità, che a sua volta dirige su uno scivolo di scarico.

Questi ultimi in genere possono gestire anche profondità di neve maggiori rispetto a quelle monostadio, e poiché le loro coclee non toccano il suolo, possono essere utilizzate anche su superfici non pavimentate.

## Storia
Robert Carr Harris della Contea di Restigouche del Nuovo Brunswick ha brevettato nel 1870 un escavatore ferroviario per la rimozione della neve mediante l'utilizzo di una coclea.
Nel 1923, Robert E. Cole ha brevettato uno spazzaneve che ha operato utilizzando frese e un ventilatore per soffiare la neve da una superficie. Altre innovazioni vi furono. Tuttavia, è Arthur Sicard (1876-1946) che è generalmente accreditato come l'inventore della prima pratica di "soffiatrice" via la neve. Nel 1925 Sicard completò il suo primo prototipo, basato su un concetto descritto nel 1894. Fondò la Sicard Industries a Sainte-Thérèse di Québec e nel 1927 i suoi mezzi erano già in uso per rimuovere la neve dalle strade della città di Outremont, oggigiorno un borgo di Montréal. La sua società è ora una divisione di SMI-Snowblast, Inc. di Watertown di New York.